# Fredag den 13. - Del III: 3D
Fredag den 13. – Del III: 3D er en amerikansk film fra 1982, og det tredje kapitel i Fredag den 13. filmserien. I biografen fik publikum uddelt 3D-briller, da dele af filmen indeholdte 3D-effekter. 

## Handling
En idyllisk sommer bliver til et mareridt af usigelig terror for endnu en gruppe naive lejrledere. Da de ikke tager hensyn til Camp Crystal Lakes blodige arv, bliver de en efter en ofre for den vanvittige Jason som ligger på lur efter dem ved hvert et sving.

## Medvirkende
- Dana Kimmel
- Paul Kratka
- Richard Brooker

## Eksterne Henvisninger
- Fredag den 13. - Del III: 3D på Internet Movie Database (engelsk)
- Fredag den 13. - Del III: 3D på Filmdatabasen
- Fredag den 13. - Del III: 3D på Scope
- Fredag den 13. - Del III: 3D i Svensk Filmdatabas (svensk)
- Fredag den 13. - Del III: 3D på AlloCiné (fransk)
- Fredag den 13. - Del III: 3D på MovieMeter (nederlandsk)
- Fredag den 13. - Del III: 3D på AllMovie (engelsk)
- Fredag den 13. - Del III: 3D hos American Film Institute (engelsk)
- Fredag den 13. - Del III: 3D på Turner Classic Movies (engelsk)
- Fredag den 13. - Del III: 3D på The Movie Database (engelsk)

| Gyserfilm | Spire Denne gyserfilm-artikel er en spire som bør udbygges. Du er velkommen til at hjælpe Wikipedia ved at udvide den. |